# 926

## Decese
- 29 aprilie: Burchard al II-lea, duce de Suabia din 917 și conte de Raetia (n. 883/884)